# Thời sự (VTV)
Thời sự là hệ thống các chương trình thời sự chính trong ngày do Ban Thời sự - Đài Truyền hình Việt Nam sản xuất. Phiên bản chính được phát sóng trực tiếp lúc 12:00 trên VTV1, 19:00 hàng ngày trên các kênh VTV1, VTV2, VTV3, VTV Cần Thơ và được tiếp sóng trên hầu hết các kênh truyền hình địa phương và các kênh truyền hình thiết yếu quốc gia ở Việt Nam, cùng với bản biên tập dành cho người khiếm thính được đăng tải trên VTVgo. Riêng vào ngày Tất niên Âm lịch hàng năm, chương trình được phát sóng trực tiếp trên tất cả các kênh truyền hình của Đài Truyền hình Việt Nam. Vào nhiều khung thời gian khác trong ngày, một phiên bản ngắn hơn gọi là Tin tức được phát sóng.
Lên sóng lần đầu tiên vào ngày 7 tháng 9 năm 1970, chương trình Thời sự VTV là một trong những chương trình tin tức lâu đời nhất và được xem nhiều nhất ở Việt Nam, đặc biệt là phiên bản lúc 19 giờ. Chương trình giữ vai trò chủ đạo trong công tác thông tin, tuyên truyền, định hướng dư luận của Đảng Cộng sản Việt Nam, Nhà nước và Chính phủ Việt Nam.

## Lịch sử
Trước năm 1970, thời sự - tài liệu là một trong những thể loại được Xưởng phim Việt Nam sản xuất dưới dạng phim nhựa. Năm 1956, Xưởng phim thời sự tài liệu được tách ra khỏi Xưởng phim Việt Nam.
Năm 1970, Thời sự là một trong những chương trình trong buổi phát vô tuyến truyền hình thử nghiệm đầu tiên của Đài Tiếng nói Việt Nam. Thể loại báo hình chính thức ra đời. Kể từ đó, Thời sự luôn là một phần trong chương trình truyền hình vào mỗi đêm phát sóng, thường bắt đầu vào lúc 19 giờ 14 phút sau chương trình dành cho trẻ em Những bông hoa nhỏ. Ban đầu, các bản tin Thời sự được phát trực tiếp do không có thiết bị lưu trữ, sau này được ghi hình trước. Trong thời gian sau đó, cùng với việc có thêm buổi phát vào buổi sáng và buổi chiều, các bản tin thời sự cũng được phát sóng bổ sung. Khi kênh VTV2 được tách ra để phát sóng riêng vào năm 1990, các bản tin Thời sự được phát sóng trên cả hai kênh vào các buổi sáng, chiều và tối. Thời sự tối trên VTV2 được phát sóng trong những năm kế tiếp cho đến năm 2001.
Ngày 31 tháng 3 năm 1998, chương trình Thời sự bắt đầu được phát sóng trực tiếp nhằm cập nhật thông tin nhanh nhất cho khán giả, đồng thời được phát trên hai kênh VTV1 và VTV3 vào lúc 19:00 hàng ngày. Ngoài phiên bản chính, còn có Bản tin trong nước, Bản tin quốc tế buổi sáng trên VTV1, và bản tin trưa trên VTV2 và VTV3.
Năm 2002, cùng với việc kênh VTV1 mở rộng thời lượng phát sóng từ 05:30 đến 24:00 hàng ngày, VTV sắp xếp lại các bản tin của mình. Lúc này, VTV có các bản tin lúc 09:00, 12:00 và 16:00 và Bản tin cuối ngày lúc 23:00 trên VTV1, lúc 19:00 trên VTV1 và VTV3 và 22:00 trên VTV2.
Ngày 10 tháng 10 năm 2003, chương trình Thời sự dành cho người khiếm thính đầu tiên được phát sóng trên kênh VTV2 vào lúc 22 giờ. Ngoài hình ảnh và lời dẫn được phát lại từ chương trình Thời sự 19h, trên màn hình còn có phụ đề giản lược để những người khiếm thính có thể đọc được. Từ ngày 1 tháng 4 năm 2011 đến nay, hình thức thể hiện này được thay thế bằng phiên dịch ngôn ngữ ký hiệu.
Khi kênh VTV1 bắt đầu phát sóng 24/7 từ ngày 15 tháng 6 năm 2011, các bản tin chạy chữ cập nhật thông tin trong nước và thế giới được lên sóng vào 0 giờ, 1 giờ, 2 giờ, 3 giờ, 4 giờ sáng hàng ngày, với thời lượng khoảng 8 đến 10 phút. Phần Tin tức đầu giờ lúc 00:00 đến 04:00 đã ngừng phát sóng kể từ ngày 3 tháng 7 năm 2023.
Ngày 22 tháng 1 năm 2012, chương trình Thời sự 19h được phát sóng tại trường quay mới được đặt tại Trung tâm Kỹ thuật sản xuất chương trình mới của Đài Truyền hình Việt Nam, được đầu tư mới với công nghệ hiện đại. Kể từ đó, VTV liên tục thay đổi trường quay và công nghệ; và đến tháng 9 năm 2015 thì giữ ổn định đến nay, với trường quay gồm một màn hình ảo và một màn hình phụ. Các bản tin phụ vào nhiều khung giờ trong ngày cũng được phát sóng đan xen trong những năm sau đó.
Từ ngày 30 tháng 12 năm 2013, chương trình Thời sự 19h có hai người dẫn chính.
Kể từ ngày 5 tháng 9 năm 2023, phần Tin tức đầu giờ lúc 17:00 tạm ngừng phát sóng, và sau đó trở lại vào ngày 1 tháng 1 năm 2025 cùng với phần Tin tức đầu giờ lúc 14:00.
Từ ngày 1 tháng 4 năm 2025, bản tin Thời sự dành cho người khiếm thính lúc 22h trên VTV2 dừng phát sóng; thay vào đó sẽ được đăng tải trên nền tảng truyền hình số trực tuyến quốc gia VTVGo. Cùng với đó, phiên bản Tin tức lúc 08:00, 11:00, 14:00 & 17:00 trên VTV1 cũng dừng phát sóng. 
Từ ngày 4 tháng 5 năm 2025, kênh VTV2 cùng tiếp sóng trực tiếp chương trình Thời sự 19h.

## Nội dung chính
Tương tự các chương trình tin tức ở các nước xã hội chủ nghĩa khác như Tân văn liên bố của Đài Truyền hình Trung ương Trung Quốc hay Vremya của Đài Phát thanh - Truyền hình Trung ương Liên Xô, Tagesschau của ARD, nội dung của chương trình Thời sự 19h thường đề cập về những chuyến thăm của chính khách nước ngoài, hoặc những chuyến thăm ra nước ngoài, những hội nghị và diễn đàn lớn, công bố và thông báo qua những cuộc họp của Đảng và chính quyền các cấp, các vấn đề xã hội, kinh tế - chính trị, những tấm gương tốt làm ví dụ cho chính quyền,... Nhiều thông tin thời sự chính trị quan trọng trong nước và thế giới cũng được phát sóng trong chương trình này.
Bên cạnh nội dung chính, Thời sự còn có các tiểu mục như: 
- Thể thao 24/7: Bắt đầu lên sóng từ ngày 1 tháng 3 năm 2005, đưa tin về những sự kiện, tin tức thể thao cập nhật trong và ngoài nước, do Ban Thể thao thực hiện.
- Dự báo thời tiết: Bắt đầu lên sóng song song cùng Thời sự, cập nhật tình hình thiên tai, dự báo nhiệt độ, khí tượng thủy văn trong nước... Trải qua nhiều giai đoạn, từ việc áp dụng đồ họa lần đầu tiên, đến việc có thêm MC dẫn, cải tiến nội dung..., đến nay mục Dự báo thời tiết đã trở thành một phần không thể thiếu trong chương trình Thời sự.
- Hình ảnh ấn tượng/Hình ảnh từ cuộc sống: Phát sóng hàng ngày trong chương trình Thời sự tối từ ngày 1 tháng 4 năm 2021, điểm lại những hình ảnh đẹp, hình ảnh ấn tượng diễn ra trong ngày. Từ ngày 1 tháng 9 năm 2021, mục Hình ảnh ấn tượng được đổi tên thành Hình ảnh từ cuộc sống. Tiểu mục này đã kết thúc từ cuối năm 2024.

## Phát sóng
Tất cả thời gian liệt kê dưới đây là giờ địa phương.

### Phiên bản chính

#### Phát trực tiếp
- VTV1 lúc 12:00 hàng ngày.
- VTV1, VTV2, VTV3, VTV Cần Thơ[a] lúc 19:00 hàng ngày và được tiếp sóng trên hầu hết các kênh truyền hình địa phương, Kênh Truyền hình Quốc phòng Việt Nam, Kênh Truyền hình Công an nhân dân, HTV9, HanoiTV1 (đến hết năm 2024), HanoiTV2, Kênh 7 - Truyền hình Quốc hội Việt Nam (6/1/2022 - 31/12/2024).
- Trên tất cả các kênh của VTV lúc 19:00 ngày Tất niên Âm lịch hằng năm.

### Phiên bản tin nhanh trong ngày
- VTV1, dưới tên Tin tức lúc 09:00, 16:00, 20:00 và 23:00 hàng ngày (trừ trường hợp sự kiện trực tiếp, các phiên bản 09:00 & 16:00 không được phát sóng).

## Các phiên bản

### Phiên bản trước năm 1998
Bản tin Thời sự của VTV trước năm 1998 được phát sóng vào các buổi sáng, chiều và tối hàng ngày dưới dạng ghi lại trước khi phát sóng trên VTV1, VTV2 cho đến ngày 30 tháng 3 năm 1998. Bản tin thời sự tối lên sóng sau chương trình Những bông hoa nhỏ vào 19 giờ 17 phút mỗi ngày. Riêng ngày 27/1/1998, do phát sóng chương trình đặc biệt đêm giao thừa Tết Mậu Dần 1998, bản tin Thời sự tối phát sóng vào 19h00.
Từ ngày 5 tháng 10 năm 1997 đến ngày 18 tháng 10 năm 1997, trong thời gian diễn ra Đại hội Thể thao Đông Nam Á lần thứ 19, bản tin Thời sự buổi tối được chuyển sang phát sóng vào lúc 20 giờ 15 phút trên cả 3 kênh VTV.

### Phiên bản chính

#### Phiên bản Thời sự 19:00
Phiên bản chính bắt đầu lên sóng từ khi VTV3 tách thành kênh riêng vào ngày 31 tháng 3 năm 1998, phát sóng trực tiếp lúc 19:00 hàng ngày trên VTV1 và VTV3 với một người dẫn chính, từ ngày 30 tháng 12 năm 2013 đến nay là hai người dẫn chính, thường dành phần lớn thời gian đưa các tin quan trọng trong nước. Các thông tin đầu tiên trong chương trình thường là hoạt động của các nhà lãnh đạo Đảng, Nhà nước, Quốc hội, Chính phủ...; công bố các thông báo và cuộc họp của Chính phủ, Quốc hội và chính quyền các cấp. Phát ngôn về các vấn đề kinh tế và chính sách lớn. Chương trình cũng phản ánh các lập trường chính thức của Đảng Cộng sản Việt Nam về nhiều vấn đề. Sau đó sẽ là các thông tin về kinh tế và xã hội. Các thông tin quan trọng khác và tin quốc tế thường được đặt ở phần sau của chương trình hoặc xen kẽ với tin trong nước. Đôi lúc chương trình cũng sẽ có một phần bình luận đặc biệt dài từ 5 đến 10 phút dành cho những vấn đề đặc biệt nổi bật ở trong nước, được dẫn bởi một biên tập viên khác.
Từ năm 2003, phiên bản dành cho người khiếm thính được phát sóng trên VTV2 vào lúc 22:00 dưới dạng phát lại bản tin Thời sự 19:00, cùng với phụ đề giản lược và phần thuyết minh bằng ngôn ngữ ký hiệu. Trong một số trường hợp diễn ra các sự kiện trực tiếp vào buổi tối (đa phần là thể thao) & hòa sóng đêm giao thừa tất niên âm lịch, phiên bản này sẽ không được phát sóng. Phiên bản này đã dừng phát sóng trên VTV2 kể từ ngày 1 tháng 4 năm 2025, thay vào đó sẽ được đăng tải trên nền tảng truyền hình số trực tuyến quốc gia VTVGo.
Từ ngày 4 tháng 5 năm 2025, bản tin còn được tiếp sóng trực tiếp trên VTV2.
Hiện nay, bản tin có 5 mục chính: Thời sự trong nước và quốc tế, Hình ảnh từ cuộc sống, Dự báo thời tiết, bản tin Thể thao 24/7 và phần Điểm tin lúc 20:00.
Vào ngày 29 Tết hoặc 30 Tết, bản tin Thời sự buổi tối được phát sóng trực tiếp trên tất cả các kênh của VTV và không có phiên bản phát lại trên kênh VTV2 kể từ năm 1999.
Riêng ngày 6 tháng 12 năm 1998, do trùng với thời gian diễn ra Lễ khai mạc Đại hội Thể thao Châu Á lần thứ 13, bản tin Thời sự 19h được phát lại vào 20h trên VTV3.
Từ ngày 31 tháng 5 năm 2002 đến ngày 30 tháng 6 năm 2002, trong thời gian diễn ra Giải bóng đá vô địch thế giới 2002, bản tin Thời sự 19 giờ còn được phát lại vào lúc 21 giờ 30 phút trên VTV3, sau thời điểm diễn ra các trận đấu lúc 18 giờ hoặc 18 giờ 30 phút.
Một chương trình với cấu trúc như trên thường kéo dài trong khoảng 40 đến 45 phút. Tuy nhiên, vào những dịp diễn ra sự kiện lớn, quan trọng đối với đất nước, chương trình đôi khi cũng được kéo dài thời lượng hơn, có thể lên đến gần 120 phút. Hiện kỷ lục phát sóng của chương trình được ghi nhận là 108 phút vào ngày 26 tháng 1 năm 2021, đưa tin về việc khai mạc Đại hội Đảng Cộng sản Việt Nam lần thứ XIII.

#### Phiên bản Thời sự 12:00
Phiên bản 12:00 trưa chỉ có một người dẫn, với thời lượng từ 20 đến 25 phút và sử dụng hình hiệu chính dùng trong phiên bản lúc 19:00. Từ ngày 28 tháng 11 năm 2016 đến nay, chương trình được thu hình và phát sóng trong một trường quay ảo và MC thường sẽ đứng dẫn thay vì ngồi như phiên bản 19:00.
Trước năm 2002, bản tin thời sự trưa được phát sóng trên kênh VTV2 vào lúc 12:00, từ ngày 31 tháng 3 năm 1998 và phát lại trên kênh VTV3 vào buổi chiều.
Hiện nay, bản tin có 4 mục chính: Tin tức trong nước và quốc tế, Dự báo thời tiết, 5 phút hôm nay và Tin thể thao. Tổng thời lượng là khoảng 40 phút.

#### Phiên bản Tin tức
Phiên bản ngắn gọi là Tin tức thường được phát sóng vào các thời điểm 09:00, 16:00, 23:00, phiên bản tổng hợp tin tức được phát sóng trong ngày vào khoảng 20:00 ngay sau khi phát sóng Thời sự 19:00 với thời lượng từ 2 đến 15 phút. Phiên bản này có một người dẫn khi phát sóng trong thời gian từ 09:00 đến 23:15 và sử dụng hình hiệu tương tự phiên bản 12:00 và 19:00, nhưng ngắn hơn và chữ Thời sự được thay thế thành chữ Tin tức. Từ ngày 1/4/2025, các bản tin 08:00, 11:00, 14:00 & 17:00 dừng phát sóng.
Đối với phiên bản Tin tức đêm phát sóng từ 00:00 đến 04:10 sẽ không có người dẫn, thay vào đó được đưa tin theo hình thức hiện ảnh và phần tin tức bằng chữ trên màn hình, sử dụng hình hiệu phiên bản ban đêm từ năm 2011 với dải chim lạc bay quanh Trái Đất với tông màu tối và dòng chữ Tin tức, dùng nhạc Tin Tức cũ. Phiên bản này đã ngừng phát sóng từ ngày 3/7/2023.

### Các phiên bản khác

#### Phiên bản Tin bão khẩn cấp/Lũ khẩn cấp
Phiên bản này thường được phát sóng trực tiếp mỗi tiếng 1 lần vào đầu giờ, thời lượng tùy theo mức độ nguy hiểm của tình hình bão lũ tại các địa phương. Bản tin cập nhật những thông tin mới nhất từ khi cơn bão di chuyển sát các vùng biển gần bờ và đất liền, trong khi bão đổ bộ tới khi bão suy yếu và tan dần, có thể tiếp tục đưa tin về tình hình các hiện tượng thiên tai gây ra bởi hoàn lưu sau bão, như mưa lớn, lũ quét, lũ lụt, sạt lở đất và công tác khắc phục hậu quả sau bão. Phiên bản này có thể có hình hiệu riêng.

#### Phiên bản Tin nhanh đặc biệt
Phiên bản này không có lịch phát cố định mà thường xuất hiện bất ngờ, cắt ngang các chương trình đang phát sóng để đưa tin về một sự kiện được nhiều người quan tâm. Ví dụ như 2 bản tin đặc biệt lúc 16:45 và 17:25 ngày 19/12/2014 đưa tin về sự kiện giải cứu thành công các nạn nhân trong vụ sập hầm thủy điện Đạ Dâng cuối năm 2014, bản tin đặc biệt lúc 14:00 ngày 31/1/2021 để đưa tin về Đại hội Đảng XIII hoặc bản tin đặc biệt lúc 15:00 ngày 6/9/2024 để cập nhật diễn biến của siêu bão Yagi. Đây cũng là dạng tin tức phổ biến ở truyền hình thế giới.

#### Phiên bản Bình luận tại trường quay
Phiên bản này được phát sóng vào các giờ nghỉ giải lao giữa các phiên họp Quốc hội (chủ yếu là các phiên họp được truyền hình trực tiếp), tại đó BTV dẫn dắt sẽ trao đổi với khách mời về nội dung của cuộc họp và những trao đổi, chất vấn, trả lời chất vấn giữa các Đại biểu Quốc hội và các Bộ trưởng.

### Xem trực tuyến
Tất cả các bản tin được phát sóng trong ngày đều có thể xem lại tại trang web chính thức của VTV và ứng dụng VTV Go.

## Dẫn chương trình

### Hiện tại.
- Nguyễn Tuấn Dương: Sinh ngày 26 tháng 11 năm 1982. Trước khi chuyển về công tác tại Đài Truyền hình Việt Nam từ năm 2014 đến nay, Tuấn Dương từng công tác ở Đài Truyền hình Kỹ thuật số VTC, là người dẫn nhiều chương trình thời sự - chính luận trên kênh VTC1. Anh đã nhận giải thưởng Dẫn chương trình Ấn tượng của VTV Awards 2021. Hiện nay, bên cạnh Thời sự, anh là một trong những người dẫn chính của bản tin Việt Nam hôm nay, các chương trình đặc biệt và truyền hình trực tiếp của VTV.
- Nguyễn Hữu Bằng: Sinh năm 1979, bắt đầu công tác tại VTV từ 2006 tại Ban Thanh thiếu niên VTV6, trước khi chuyển về Ban Thời sự và được dẫn chương trình Thời sự 19h trên VTV1 từ năm 2012 đến nay. Anh là BTV Thời sự kỳ cựu nhất sau khi Quang Minh, Đức Hoàng chia tay với truyền hình và chuyển sang công tác quản lý. Bên cạnh Thời sự, anh còn dẫn các chương trình đặc biệt và truyền hình trực tiếp của VTV.
- Trần Quốc Anh: Sinh năm 1992, là gương mặt quen thuộc với khán giả trong các bản tin thời sự của VTV.
- Hoàng Linh Thủy: Sinh năm 1992 tại Lạng Sơn, cô là một trong hai người dẫn chương trình trẻ nhất của Ban Thời sự hiện nay cùng với Quốc Anh. Cô chính thức dẫn bản tin Thời sự 19h từ đầu năm 2020, sau khi trải qua các chương trình như: "Studio 3", "22h30", "Thế giới hôm nay".[15] Linh Thủy cũng có một thời gian được đảm nhiệm dẫn dắt các chương trình chính luận khác của VTV1 trước khi quay trở lại với vị trí cũ từ cuối tháng 10 năm 2021.[16]

## Sự cố và tranh cãi

### Phát hình tại Úc
Cuối năm 2003, đài truyền hình công cộng SBS của Úc bắt đầu phát lại chương trình Thời sự của VTV4 trên chương trình World Watch của đài. Mục đích của chương trình là đưa thông tin bằng ngôn ngữ mẹ đẻ cho những người nhập cư tại Úc - trong đó các chương trình từ nhiều quốc gia như Trung Quốc, Pháp, Ý, Tây Ban Nha cũng được phát lại. Tuy nhiên, chương trình Thời sự đã nhận sự phản đối mạnh mẽ từ cộng đồng người Úc gốc Việt. Hơn 30.000 người đã gửi thỉnh nguyện thư đến SBS và nhiều người đến trụ sở SBS để biểu tình; vụ này được xem là "sự kiện lớn nhất trong lịch sử 28 năm của cộng đồng". Những người phản đối cho rằng đây là "tuyên truyền cộng sản", không thể chấp nhận được trong cộng đồng tị nạn cộng sản và SBS đã không hỏi kiến nghị cộng đồng như đã hứa hẹn. Cuối cùng chương trình bị ngừng phát sóng vô thời hạn sau hai tháng.

### Cờ Trung Quốc 6 sao
Trong bản tin thời sự phát sóng 19:00 ngày 14 tháng 10 năm 2011, khi đưa tin về chuyến thăm Trung Quốc của Tổng Bí thư Nguyễn Phú Trọng, hình cờ Trung Quốc có 6 ngôi sao đã xuất hiện trên màn hình. Thực tế, cờ Trung Quốc chỉ có 5 ngôi sao tượng trưng cho 5 dân tộc lớn ở Trung Quốc. Ngôi sao lớn là dân tộc Hán, 4 ngôi sao nhỏ tượng trưng cho các dân tộc Hồi, Mông, Tạng, Mãn.
Hai ngày sau sự cố trên, phát ngôn viên Bộ Ngoại giao Việt Nam, ông Lương Thanh Nghị phát biểu rằng Cục Lễ tân Nhà nước đã nghiêm túc kiểm điểm, rút kinh nghiệm và kỷ luật các cán bộ có liên quan sự việc này.

### Sử dụng sai hình minh họa
Nhiều khán giả xem truyền hình đã thể hiện sự bất bình khi phần dự báo thời tiết sau bản tin thời sự 12:00 ngày 5 tháng 7 năm 2018 đã dùng hình ảnh vụ cháy cột điện ở thành phố Huế để minh họa cho vụ cháy xảy ra ở thành phố Hà Nội. Nguyên nhân của sự việc là do người biên tập đã vô ý lấy đoạn video từ YouTube ghi lại hình ảnh vụ cháy cột điện dữ xảy ra ở đường Bến Nghé, Thành phố Huế vào chiều ngày 3 tháng 7 năm 2018 mà không có sự kiểm chứng. Nhiều khán giả cho rằng đây có thể chỉ là sự nhầm lẫn nhưng rất khó chấp nhận bởi VTV là đài truyền hình quốc gia, trong khi những người sản xuất chương trình lại làm việc cẩu thả.

### Sự cố treo hệ thống phát sóng
Vào tối ngày 26 tháng 7 năm 2023, một sự cố kỹ thuật đã xảy ra khiến bản tin Thời sự 19:00 buộc phải phát sóng chậm 14 phút so với dự kiến. Trong suốt chương trình lên sóng sau đó, dòng chữ chạy phía dưới màn hình cũng như các MC trong bản tin đã đưa ra thông báo về sự cố và chuyển lời xin lỗi công khai đến khán giả truyền hình cả nước. Nguyên nhân của sự cố được phía VTV cho biết là do hệ thống phát sóng chính và hệ thống phát sóng dự phòng bị treo vào đúng thời điểm lên sóng bản tin Thời sự khiến chương trình không thể lên sóng đúng lịch cố định. Theo Báo Tuổi Trẻ, đây có thể là lần đầu tiên trong lịch sử bản tin Thời sự 19h của VTV gặp một sự cố hy hữu như vậy.

### Đưa tin sai sự thật
Trong bản tin thời sự 19h ngày 24/7/2025, VTV đã đọc nhầm thông tin về cuộc đụng độ vũ trang trên biên giới giữa Campuchia và Thái Lan thành Việt Nam và Thái Lan. Sau đó VTV đã lên tiếng xin lỗi & đăng lại nội dung chính xác như sau: "Đụng độ vũ trang trên biên giới giữa Campuchia và Thái Lan, cả hai nước đều cho biết đã có nhiều người thiệt mạng. Việt Nam bày tỏ lo ngại về những diễn biến căng thẳng hiện nay giữa hai nước." Thủ tướng chính phủ sau đó ra chỉ thị yêu cầu Tổng giám đốc Đài Truyền hình Việt Nam chỉ đạo kiểm điểm, làm rõ trách nhiệm của tổ chức, cá nhân liên quan đến sai sót nghiêm trọng ở bản tin.

### Các chương trình thời sự cùng thể loại
- Aktuelle Kamera, Deutscher Fernsehfunk, Đông Đức
- Po sveta i u nas, Đài truyền hình Quốc gia Bulgaria, Bulgaria
- 보도, Đài Truyền hình Trung ương Triều Tiên, Triều Tiên
- Tân Văn Liên Bố (Xinwen Lianbo), Đài Truyền hình Trung ương Trung Quốc, Trung Quốc
- Vremya (Время), Đài Truyền hình Trung ương Liên bang Xô viết, Xô Viết cũ (sau này thuộc Kênh truyền hình 1 của Nga)
- Thailand Moves Forward - ประเทศไทยก้าวไปข้างหน้า (Thời sự hoàng gia Thái), toàn bộ các kênh truyền hình Thái Lan[27]